# Негрени (Клуж)
Негрени (рум. Negreni) насеље је у Румунији у округу Клуж у општини Негрени. Oпштина се налази на надморској висини од 428 m.

## Становништво
Према подацима из 2002. године у насељу је живело 1722 становника, од којих су сви румунске националности.